# 日向東臼杵広域連合
日向東臼杵広域連合（ひゅうがひがしうすきこういきれんごう）は、宮崎県にある広域連合である。
日向市と東臼杵郡の1市2町2村で構成され、2001年4月1日に発足した。

## 構成自治体
- 日向市
  - 東郷町
- 門川町
- 美郷町
  - 西郷
  - 南郷
  - 北郷
- 諸塚村
- 椎葉村

## 主に処理する事務
- 一般廃棄物最終処分場の設置、管理及び運営に関する事務（日向市を除く）
- 火葬場の設置、管理及び運営に関する事務
- ごみ処理施設の設置、管理及び運営に関する事務

## 沿革

### 日向地区衛生施設組合
- 1972年7月1日 - 日向市、東郷町が日向・東郷衛生施設組合を発足させる[1]。
  - この組合は、し尿処理場に関する事務、ごみ処理施設に関する事務を共同処理した。
- 1973年11月 - 「美々津し尿処理場」が竣工する[1]。（1999年度廃止）
- 1976年2月 - 「富高清掃工場」が竣工する[1]。（1991年度廃止）
- 1987年5月 - 「財光寺汚泥処理場」が竣工する[1]。
- 1989年3月 - 「ごみ処理施設に関する事務」に門川町が加入する。日向地区衛生施設組合に名称を変更する[1]。
- 1991年3月 - 「清掃センター」が竣工する。[1]。

### 広域連合設置前
- 1983年10月 - 日向市、門川町、東郷町が「日向地区斎場東郷霊苑」を共同で設置する[2]。
- 1998年8月28日 - 日向入郷広域行政研究会を設置する[1]。
- 1999年2月 - 宮崎県ごみ処理広域化日向・入郷地区市町村ブロック会議において、日向市を除く2町5村が最終処分場を共同で設置することが決定される[2]。
- 1999年7月 - 日向・入郷地区ごみ対策協議会において、最終処分場を門川町に設置することが決定される[2]。
- 2000年1月27日 - 日向入郷広域行政研究会において、以下の事務を共同処理する広域連合を設置することが決定される[1]。
  - 一般廃棄物最終処分場に関する事務
  - 火葬場に関する事務
  - し尿処理場に関する事務
  - ごみ処理施設に関する事務
- 2000年4月
  - 日向地区衛生施設組合に南郷村、北郷村、諸塚村が加入する[2]。
  - 東臼杵南部広域最終処分場整備計画策定協議会が設置される[2]。
- 2001年3月31日 - 日向地区衛生施設組合が解散。東臼杵南部広域最終処分場整備計画策定協議会を廃止[1]。

### 広域連合
- 2001年4月1日 - 日向東臼杵南部広域連合として設置[3][4]。
- 2005年4月 - 老朽化した日向地区斎場東郷霊苑が建て替えられる[5]。
- 2006年1月1日 - 西郷村、南郷村、北郷村が合併し、美郷町が発足。
- 2006年2月25日 - 東郷町が日向市に編入。「し尿処理場に関する事務」および「財光寺汚泥処理場」を日向市へ承継し、廃止する[6]。
- 2007年4月1日 - 「ごみ処理施設に関する事務」に美郷町西郷区および椎葉村が加入する[1]。
- 2014年4月1日 - 現在の名称に変更[7][8]。

## 関連する施設
- 東臼杵南部広域最終処分場（仮称） - 一般廃棄物最終処分場に関する事務
- 日向地区斎場東郷霊苑 - 火葬場に関する事務
- 清掃センター - ごみ処理施設に関する事務